# Питермарицбург
Питермарицбург (афр. Pietermaritzburg) је град у Јужноафричкој Републици у покрајини Квазулу-Натал. По подацима из 2010. године у граду је живело 937.594 становника.

## Име
Постоје двије теорије о настанку имена града. Једна говори да је мјесто названо по вођама Вуртрекера Пиету Ретиефу и Герту (Геррит) Марицу. Друга теорија говори да је град назван само по Пиету Ретиефу будући да је његово пуно име било Питер Мариц Ретиеф. Ретиефа је убио краљ Дингане који је био насљедник зулуског краља Шаке. Мариц је погинуо у борби против Зулуа код Блоукранца што је неколико стотина километара од данашњег Питермарицбурга, тако да никад није ни дошао у то подручје. Године 1938, службено је одлучено да се назив Мариц користи у славу на Герта Марица.
Зулуи су мјесто на којем се налази Питермарицбург називали Умгунгундлову. Данас овај назив носи општина чији је град Питермарицбург дио.

## Историја
Град су основали јужноафрички насељеници (Вуртрекери) 1838. године, након борбе против Зулуа у битки на Крвавој ријеци. Ово је био главни град бурске републике Натал која је постојала од 1839. до 1843. године. Британци су заузели град 1843, те је он постао сједиште управе колоније Натал. Убрзо је подигнута утврда Напијер намијењена војном гарнизону. Године 1893, Натал је добио властиту скупштину чија је зграда изграђена заједно с градском вијећницом. Када је 1910, основана Јужноафричка Унија, Натал је постао покрајина у новој државној творевини, а Питермарицбург је остао главни град те покрајине.
За вријеме апартхејда град је подијељен у неколико дијелова намијењеним различитим етничким скупинама. Око 90% индијског становништва пресељено је у предграђе Нортдејл, док су Зулуи највећим дијелом премјештени у Идендејл.
Питермарицбург је познат због неугодног инцидента који се овдје догодио тада младом Мохандасу Гандију. Према популарној причи он је овдје избачен из воза зато што се одбио премјестити у трећи разред како би уступио мјесто бијелцу. Заправо му није било допуштено укрцати се у кола прве класе, иако је имао карту за прву класу. Овај инцидент је подстакао Гандхија на протесте против дискриминишућих закона усмјерених против Индијаца у Јужној Африци. Данас се у центру града налази његов кип.
Питермарицбург је био главни град покрајине Натал све до пада апартхејдског режима 1994, када је локалне изборе освојила зулуска националистичка странка Инката (ИФП) која је дала статус главног града новоосноване покрајине Квазулу-Натал и граду Улунди. Град Улунди је био пријестоница Краљевства Зулуа све док га нису освојили Британци, па је ИФП желио истакнути улогу овог града који је био и главни град бантустана Квазулу који је постао дио нове покрајине. Ипак, због недостатка инфраструктуре у Улундију, остале странке у покрајини су избориле останак Питермарицбурга као јединог главног града покрајине.
Због инвестиција јавног и приватног сектора у новије доба је покренута модернизација зграда у градском средишту и развој домачинстава у предграђу.